# Pteroptrix flagellata
Pteroptrix flagellata är en stekelart som beskrevs av Huang 1994. Pteroptrix flagellata ingår i släktet Pteroptrix och familjen växtlussteklar. Inga underarter finns listade i Catalogue of Life.